# Oak Grove (Caroline du Sud)
Pour les articles homonymes, voir Oak Grove.
Oak Grove est une census-designated place située dans le comté de Lexington, dans l’État de Caroline du Sud, aux États-Unis. Lors du recensement de 2020, elle comptait 12 899 habitants.